# Theodosia Okoh
Theodosia Salome Okoh (13 de junho de 1922 – 19 de abril de 2015) foi uma política, professora e artista ganesa, conhecida por desenvolver a bandeira do Gana em 1957. Ela também desempenhou um papel de liderança no desenvolvimento do hóquei no seu país natal.

## Biografia
Nasceu com o nome de Theodosia Salome Abena Kumea Asihene em Effiduase, filha do Reverendo Emmanuel Victor Asihene, da Igreja Presbiteriana de Gana, e de Dora Asihene, ambos de Anum no Distrito Asuogyaman de Gana, na Região Oriental. Ela era a quarta de oito filhos.

## Educação
Theodosia estudou na escola de Ashanti Efiduasi e depois em Agogô estudou para ser professora, com especialização em arte.
No momento da Independência de Gana da Grã-Bretanha, houve um concurso para criar a nova bandeira do país. Ela apresentou um projeto, que foi adotado como bandeira nacional pelo primeiro presidente do país, Kwame Nkrumah, em 6 de março de 1957. Como ela explicou em uma entrevista: "eu decidi por três cores, vermelho, dourado e verde, por causa da geografia de Gana. Gana se encontra nos trópicos e tem uma rica vegetação. O dourado foi por conta da riqueza em minerais de nossas terras e o vermelho comemora aqueles que morreram ou trabalharam para a independência do país. Daí pus a estrela solitária de cinco pontas, o símbolo da emancipação africana e a união na luta contra o colonialismo...."

## Vida pessoal
Ela foi casada com Enoque Kwabena Okoh, chefe de Serviço Civil no regime de Kwame Nkrumah, na década de 1960, e teve três filhos: E. Kwasi Okoh, Stanley Kwame Okoh e Theodosia Amma Jones-Quartey.
Theodosia Okoh foi a primeira mulher a ser presidente da Associação de Hóquei de Gana e posteriormente presidente da Federação de Hóquei de Gana por mais de 20 anos, e foi durante seu mandato que Gana se qualificou para a Copa do Mundo de Hóquei e para os Jogos Olímpicos. Ela foi chamada de "Joana d'Arc do hóquei de Gana". O National Hockey Stadium recebeu seu nome, em 2004.

## Morte
Faleceu em 19 de abril de 2015, no Narh Bita Hospital em Tema depois de uma breve enfermidade, com 92 anos de idade. O presidente John Dramani Mahama ordenou na ocasião que todos as bandeiras ficassem a meio mastro durante três dias, em sua honra.

## Prêmios
Theodosia Okoh foi premiada com a Grande Medalha (GM) pela nação, a principal comenda ganense.